# 鄭琴淵
鄭琴淵（英語：Anna Tang King Yung，1946年6月1日—），香港建制派政黨民建聯成員，1985年至1994年期間曾為灣仔區區議員（灣仔西選區）；1994年至2019年期間曾為灣仔區區議員（愛群選區）。她是永佳有限公司及中聯諮詢有限公司董事長。

## 背景
鄭琴淵早年在馬來西亞英屬砂拉越出生，1963至1965年就讀香港中華中學，1965年中六畢業後投身社會。直至1988年至1992年在北京大學修讀學士學位，1992年至1994年再於北京大學完成碩士課程。她於2013年報稱從文憑工廠菲律賓太歷國立大學（Tarlac State University，TSU）取得教育管理博士資格，引起學歷爭議。

## 參與區議會選舉
1994年區議會選舉，由民建聯成員鄭琴淵從灣仔西轉區參選，由於未有其他候選人，鄭氏自動當選。
1999年區議會選舉，民建聯成員鄭琴淵角逐連任，由於未有其他候選人，所以第二次自動當選。
2003年區議會選舉，民建聯鄭琴淵角逐連任，受到公民起動何穎賢和RIGHTS PARTY的RABBI IMRAN挑戰，鄭琴淵以1,248票擊敗兩位候選人當選。
2007年區議會選舉，鄭琴淵與灣仔社區聯盟的梁鈺燕角逐，最後鄭琴淵以1,391票勝出。
2011年區議會選舉，鄭琴淵與民主黨前區議員李建賢角逐，最後鄭琴淵勝出。
2015年區議會選舉，被視為傘兵的社區公民約章支持者黃瑞龍空降參選，挑戰鄭琴淵，結果鄭以接近六成得票當選。由於黃初試啼聲已有四成得票，或反映當區建制勢力表現未如坊間印象中強大。
2019年香港區議會選舉，鄭琴淵決定交棒予黨友、培僑中學教師穆家駿，但穆家駿被民主派地區組織灣仔起步所派出的羅偉珊以2,363票多於穆家駿的1,750票擊敗。

### 歷屆選舉結果
| 政党   | 政党   | 候选人    | 票数  | %     | ±      |
| ------ | ------ | --------- | ----- | ----- | ------ |
|        | 獨立   | 1. 黄瑞龍 | 915   | 40.10 | 不適用 |
|        | 民建聯 | 2. 鄭琴淵 | 1,367 | 59.90 | -8.20  |
| 多数票 | 多数票 | 多数票    | 452   | 19.81 | -16.21 |

| 政党   | 政党   | 候选人    | 票数  | %     | ±      |
| ------ | ------ | --------- | ----- | ----- | ------ |
|        | 民建聯 | 1. 鄭琴淵 | 1,552 | 68.01 | -7.29  |
|        | 民主黨 | 2. 李建賢 | 730   | 31.99 | 不適用 |
| 多数票 | 多数票 | 多数票    | 822   | 36.02 | -14.77 |

| 政党   | 政党   | 候选人    | 票数  | %     | ±      |
| ------ | ------ | --------- | ----- | ----- | ------ |
|        | 獨立   | 1. 梁鈺燕 | 454   | 24.61 | 不適用 |
|        | 民建聯 | 2. 鄭琴淵 | 1,391 | 75.39 | +21.99 |
| 多数票 | 多数票 | 多数票    | 937   | 50.79 | +39.61 |

| 政党   | 政党     | 候选人         | 票数  | %     | ±      |
| ------ | -------- | -------------- | ----- | ----- | ------ |
|        | 民建聯   | 1. 鄭琴淵      | 1,248 | 53.40 | 不適用 |
|        | 獨立     | 2. RABBI IMRAN | 79    | 3.42  | 不適用 |
|        | 公民起動 | 3. 何穎賢      | 985   | 42.60 | 不適用 |
| 多数票 | 多数票   | 多数票         | 263   | 11.38 | 不適用 |

| 政党 | 政党   | 候选人 | 票数     | %      | ±      |
| ---- | ------ | ------ | -------- | ------ | ------ |
|      | 民建聯 | 鄭琴淵 | 自動當選 | 不適用 | 不適用 |

| 政党 | 政党   | 候选人 | 票数     | %      | ±      |
| ---- | ------ | ------ | -------- | ------ | ------ |
|      | 民建聯 | 鄭琴淵 | 自動當選 | 不適用 | 不適用 |

## 政治立場
鄭琴淵為香港親建制派人士，多次在灣仔區議會大會投票反佔中、支持人大「八三一」決定以及政府版本的政改方案。

## 爭議

### 學歷造假
於國力書院文書醜聞中，鄭琴淵被揭發於2012年5月經香港管理專業協會入讀菲律賓太歷國立大學（TSU）教育管理博士課程，翌年4月畢業，相比HKMA網頁所指的三年修讀期差別很大。另外，鄭琴淵報讀的教育博士課程，本來要讀16個學科，但TSU發出的課程紀錄卻顯示她只讀了四科，其餘12科都是以學分轉移（credit transfer）方式豁免修讀。學者成名指，雖然學術界容許學分轉移，但16科豁免12科的比例實在太高。而教育學院前講師，立法會議員葉建源也認為鄭的情況不合理，因為管理教育機構的學科難以跟社會科學拉上關係。
鄭曾經主動入稟高院，承認選舉期間聲稱擁有哲學博士學歷，是屬於虛假或誤導的資料，向法庭申請免責並確認當選有效。但當時她向法庭宣稱「將獲頒發」的博士學歷、進展，和結果均「不知所終」。

### COVID-19期間涉嫌不恰當索取市民個人資料
COVID-19期間，鄭琴淵及黨友穆家駿被揭發於2020年2月以派發口罩名義，不恰當索取市民個人資料。有市民前往穆家駿及鄭琴淵的辦事處領取免費口罩時，被要求她出示身份證和住址證明，及後有關職員即直接自行將其個人資料填寫在一張選民登記表格上。有受訪市民指，現場很多長者根本不知道職員填寫的是選民登記表格，就在表格上簽名，前後至少有數十份表格，而職員亦完全沒有提及選民登記事宜。

## 資料來源
1. 1 2 3 4 5 6 7 8 9  盧子健、何安達. . 天地圖書. 1994: 589.
2. ↑  . www.takungpao.com. 2019-11-03  [2021-04-27]. （原始内容存档于2021-04-29）.
3. ↑  . 頭條日報. 2019-11-25  [2021-02-08]. （原始内容存档于2019-12-27）.
4. ↑  . 星島日報. 2019-11-25  [2021-02-08]. （原始内容存档于2019-12-28）.
5. 1 2  .   [2020-05-22]. （原始内容存档于2017-08-13）.
6. ↑  . 立場新聞. 2015-11-23  [2020-08-09]. （原始内容存档于2019-08-19）.
7. 1 2  . 蘋果日報 (香港). 2015-11-13  [2020-08-09]. （原始内容存档于2019-10-09）.
8. ↑  . 蘋果日報 (香港). 2020-02-20  [2020-08-09]. （原始内容存档于2020-07-24）.

| 議會席位      | 議會席位                                                | 議會席位                      |
| ------------- | ------------------------------------------------------- | ----------------------------- |
| 前任： 吳世英 | 灣仔區議會 灣仔西選區區議員 1985年3月8日－1994年9月30日 | 選區分拆成 大佛口以及修頓選區 |
| 首任          | 灣仔區議會 愛群選區區議員 1994年10月1日－2019年12月31日 | 繼任： 羅偉珊                 |